# Aetolië
Aetolië (ook Etolië of Aitolië; Grieks: Αιτολία/Aitolia; Latijn: Aetolia) is een historische landstreek in het westen van het Griekse vasteland (nu een deel van de nomos Etolía-Akarnanía)
Vóór de hellenistische tijd hebben de Aetoliërs nooit enige rol van betekenis gespeeld. Zij leefden van jacht en veeteelt, en hadden geen behoefte aan een vorm van samenleving in stadsverband. Mede daardoor speelden de Aetoliërs niet de minste rol in het culturele leven van Griekenland. Thucydides laat zich zelfs bijzonder laatdunkend over hen uit. Op militair en politiek vlak kregen zij enig belang in de periode na de dood van Alexander de Grote, met de stichting van de Aetolische Bond. Daarvóór hadden vele Aetoliërs als huursoldaten in vreemde legers gediend. In 146 v.Chr. werd hun gebied met dat van Achaje verenigd tot één Romeinse provincie.
Acarnanië · Achaea · Aenianië · Aetolië · Aperantië · Arcadië · Argolis · Athamanië · Attica · Boeotië · Chalkidiki · Chaonië · Dassaretië · Dolopië · Doris · Elis · Epirus · Evia · Histiaeotis · Korinthië · Laconië · Lokris · Macedonië · Magnesië · Malis · Megaris · Messenië · Molossis · Mygdonië · Oetaea · Parauaea · Pelagonië · Pelasgiotis · Perrhaebië · Phocis · Phthiotis · Piërië · Thesprotië · Thessaliotis · Thessalië · Tymphaea